# Antiotrema dunnianum
Antiotrema dunnianum är en strävbladig växtart som först beskrevs av Friedrich Ludwig Diels, och fick sitt nu gällande namn av Handel-mazzetti. Antiotrema dunnianum ingår i släktet Antiotrema och familjen strävbladiga växter. Inga underarter finns listade i Catalogue of Life.